# Legion of Mary
Legion of Mary foi uma banda estadunidense de Rock, formada por Jerry Garcia (do Grateful Dead) e por Merl Saunders (seu amigo e também colaborador musical). A banda durou pouquíssimo tempo, apenas de 12 de julho de 1974 a 5 de julho de 1975.
Seus membros incluiam Garcia (guitarra e vocal), Saunders (teclado), John Kahn (baixo), Martin Fierro (saxofone e flauta) e Paul Humphrey (bateria). Ron Tutt substituiu Humphrey, o baterista, em fevereiro de 1975.
Em seus shows, a Legion of Mary tocava rock na mais perfeita categoria, misturando elementos do blues, funk, reggae e, especialmente, do jazz. Os shows incluiam quilométricos solos improvisados, executados por Jerry Garcia com o mesmo brilhantismo que ele executava seus solos no Grateful Dead.
O único lançamento oficial feito pela banda, lançado pela Rhino Records (em agosto de 2005), com o nome de "Legion of Mary: The Jerry Garcia Collection, Vol. 1", traz um longo show ao vivo, lançado em CD duplo.